# Óquei Clube de Barcelos
Óquei Clube de Barcelos, mais conhecido como OC Barcelos ou simplesmente Barcelos, é um clube português de Hóquei em Patins sediado na cidade de Barcelos. É mais conhecido pela sua equipa de Hóquei em Patins profissional, que joga atualmente na Campeonato Placard Hóquei Patins, a competição mais importante do Hóquei em Patins Português.
Fundado a 1 de janeiro de 1948, é um dos clube mais representativos de Portugal, juntamente com o FC Porto, SL Benfica, Sporting CP e UD Oliveirense. Os principais rivais estão na região minhota e são o HC Braga e a Juventude de Viana. O clube nunca foi despromovido do campeonato desde que subiu à I Divisão em 1986. As alcunhas da equipa são "barcelenses", "Óquistas". Os seus jogos de Hóquei em Patins em casa são realizados no Pavilhão Municipal de Barcelos, inaugurado em 1972 e que tem uma capacidade de 2000 lugares.
O OC Barcelos é um dos mais bem sucedidos clubes portugueses no que toca ao total de títulos ganhos pela equipa de Hóquei em patins profissionais, com um total de 19 títulos oficiais. Venceu 1 título da Taça Intercontinental, 2 títulos da Liga dos Campeões, 3 títulos da Taça WSE, 1 título da Taça Continental e 1 título da Taça das Taças. Internamente, ganhou 3 títulos da I Divisão de Hóquei em patins, 4 títulos da Taça de Portugal Hóquei em patins, 5 títulos da Supertaça António Livramento e 1 título da Elite Cup.
O OC Barcelos está atualmente na 4ª posição no ranking mundial de clubes de Hóquei em Patins.

## História
Atualizado a 10 de maio de 2023

### As origens e a fundação
O Hóquei em Patins chegou a Barcelos aquando dos primeiros campeonatos da modalidade, que já desenrolavam desde 1938, no entanto a fundação do Óquei Clube de Barcelos remonta a 1946. Tudo começou quando um grupo de jovens, onde se  destacaram Cândido Cunha e Simplício Sousa, cansados da falta de condições e organização para a prática desportiva da modalidade na cidade, resolveram criar uma agremiação desportiva viriam a empenhar o seu tempo, mas também a sua irreverência, generosidade e camaradagem, construindo assim a "mística óquista".
A prática da modalidade na cidade fazia-se num pequeno ringue improvisado para a prática da modalidade no lugar chamado do Pessegal, local onde posteriormente foi construída as primeiras instalações das Piscinas Municipais, e atualmente faz parte da Nova Marginal do Cávado.

#### As dúvidas quanto ao nome
A decisão quanto ao nome do clube passou por várias propostas e discussão, contudo a principal questão passou por escrever o nome do clube com "h" ou sem "h". Cândido Cunha, um dos fundadores do clube defendia que se escrevesse com o "h" por simpatia com a Federação Internacional de Rink Hoquey. Durante o Estado Novo os nomes em estrangeiro eram rejeitados e inclusive os estatutos com o nome do clube em estrangeiro foram devolvidos para correções. Por influência de notáveis da cidade de Barcelos, como o conde Villas Boas (monárquico fervoroso e tradicionalista), o nome sem "h" acabou por vigorar, através do aportuguesamento da palavra "Hóquei". 
Assim, a 22 de dezembro de 1947 era fundado na cidade de Barcelos, o "Óquei Clube de Barcelos". No entanto apenas foi legalizado a 1 de janeiro do ano seguinte, data a qual é festejada atualmente como data fundadora do clube.

### Das décadas de marasmo à ascensão nacional
Após a estabilização do clube nos campeonatos nacionais, o OC Barcelos tornou-se numa presença assídua na II Divisão Nacional, no entanto sem conseguir atingir os lugares de promoção. Após várias décadas a jogar consecutivamente nas divisões inferiores, o OC Barcelos consegue a desejada promoção à I Divisão do Hóquei em Patins na temporada de 1985-86. O crescente investimento na modalidade e o entusiasmo que a cidade vivia durante aquela década de 80 (marcada pelo Mundial  de 1982 disputada em Barcelos e com a consagração de Portugal como campeão do Mundo) elevaram o clube a outro patamar na modalidade. Desde que subiu em 1985-86 nunca mais desceu de divisão, e assim, a cidade de Barcelos e o OC Barcelos tornaram se num ícone do Hóquei em Patins Português. 

### Os anos de ouro (1986-2004)
Com a ascensão ao maior patamar do hóquei em patins português, o OC Barcelos iria começar a sua ascensão nacional, em 1987/88, na sua 2º temporada na I Divisão, os barcelenses qualificavam-se para a Taça CERS, conseguindo na época a seguir no ano de estreia chegar aos Dezasseis-avos final. Em 1989/90 o OC Barcelos consegue chegar às meias finais da Taça CERS e conseguiu atingir a qualificação para a Liga dos Campeões pela 1º vez na história, tendo na época de estreia no patamar mais alto europeu da modalidade, ser campeão europeu.
A década de 90 do século XX e os primeiros anos do novo século, os Óquistas viriam-se a afirmar em Portugal, na Europa e no Mundo, sendo a 1º equipa do mundo a conquistar todos os troféus e títulos com conquistas como o campeonato nacional por 3 ocasiões, vencendo por 4 vezes a Taça de Portugal e também 5 Supertaças António Livramento, seguiam se as vitórias nas provas europeias como a Taça das Taças 1992-93, da Taça CERS em 1994-95 e a Taça Continental em 1991. O título mundial foi vencido em 1992 com a vitória da Taça Intercontinental, frente ao Sertãozinho HC do Brasil, por 1-2 em São Paulo e em Barcelos por 7-3, sendo a primeira equipa portuguesa a conquistar o "mundo". 

### O declínio (2004-2011)
Depois de várias temporadas de sucesso, o OC Barcelos começa a perder folgo ao longo das temporadas por razões financeiras e de sucessivas crises diretivas. Na época 2003-04, o Barcelos deixa de conseguir ultrapassar a barreira da fase de grupos na Liga Europeia e na época a seguir o Óquei conquista o seu último troféu,até 2015-16, a Supertaça António Livramento vencendo o FC Porto depois de grandes penalidades. Com o passar das temporadas o OC Barcelos vai descendo cada vez mais na classificação, chegando a disputar play-offs de despromoção, embora sempre alcançando a permanência. 
Na época época 2008-09 o Barcelos termina em 10º lugar no campeonato, perdendo assim o direito de participar nas competições europeias, seria a ultima época que o clube disputaria a Liga Europeia e as competições europeias ate a época 2012-13.

### O recomeço e de volta às conquistas (2011-)
Após anos e anos sem rumo e com uma travessia do deserto, em 2011 Francisco Dias da Silva é eleito presidente do OC Barcelos (mais tarde seria eleito presidente do Gil Vicente FC), com a ambição de devolver o prestígio do passado. Na temporada 2011/12 o OC Barcelos termina o campeonato em 7º lugar, conseguindo qualificar-se para as competições europeias da época 2012/13, algo que o clube já não conseguia desde a temporada de 2008/09. O clube de Barcelos vai lentamente reerguendo-se em Portugal e na Europa, voltando a fazer épocas consistentes e em 2014/15 o OC Barcelos volta a estar na ribalta do hóquei europeu ao chegar à Final-Four da Taça CERS perdendo nas meias finais para o Reus. Na época seguinte o clube volta a ser feliz no panorama europeu ao conquistar a Taça CERS de 2015/16 em casa na "Catedral" 17 anos após a última conquista europeia em 1994/95. Na época seguinte o OC Barcelos conquista o troféu pelo segundo ano consecutivo, (o 3º do seu palmarés) desta feita numa final-four disputada em Itália.
Na época seguinte o OC Barcelos disputa a final da Taça CERS pelo terceiro ano consecutivo, tendo no entanto perdido o troféu após grandes penalidades para o Lleida.  Na época  2018/19 o OC Barcelos volta a participar na Taça CERS, então renomeada de Taça World Skate Europe mas acaba afastado administrativamente na ronda preliminar, devido a não ter designado nenhum treinador na ficha de jogo com o Nantes ARH, em França.
Na época 2019/20 o OC Barcelos começou o campeonato com um excelente desempenho, contando com os regressos Luís Querido e de Alvarinho, chegando ao fim da primeira volta de forma surpreendente como líder isolado. No entanto o campeonato viria a ser considerado nulo devido à Pandemia de COVID-19 em Portugal numa altura em que o OCB tinha já caído para o 5º lugar a 12 pontos do líder.
Em 2021, o OC Barcelos venceu a Elite Cup ao bater o FC Porto na final.
Em 2025 venceu a Liga dos Campeões da WSE.

## Plantel Masculino de 2023-24(Equipa A)[9]
; Atualizado a 17 de agosto de 2023
| Guarda-Redes | Guarda-Redes  | Defesas/Médios | Defesas/Médios | Avançados    | Avançados          | Equipa Técnica | Equipa Técnica |
| Nº           | Jogador       | Nº             | Jogador        | Nº           | Jogador            | Nome           | Pos.           |
| ------------ | ------------- | -------------- | -------------- | ------------ | ------------------ | -------------- | -------------- |
| 1            | Conti Acevedo | 4              | Zé Pedro       | 5            | Santiago Chambella | Paulo Freitas  | TR             |
| 92           | Joka          | 7              | Léo Savreux    | 6            | Darío Giménez      | Pedro Pinto    | TA             |
|              |               | 18             | Poka           | 10           | Danilo Rampulla    | Pedro Cruz     | PF             |
| 19           | Luís Querido  | 44             | Miguel Rocha   | Ana Catarina | SC                 |                |                |
| 24           | Vieirinha     | 74             | Alvarinho      |              |                    |                |                |

Renovações 2023-24:
- Paulo Freitas (Treinador e Equipa Técnica) - + 1 ano de contrato (jun.2024)[10]

Rumores de contratações 2023-24:
Contratações 2023-24:
- Léo Savreux -  SCRA Saint-Omer -??[11]
- Poka -  SL Benfica - Rescisão de contrato (Custo zero)[12]
- Santiago Chambella -  HRC Monza -??[13]

Rumores de saídas 2023-24:
Saídas 2023-24:
- Joca Guimarães -  Hockey Bassano -??[14]
- André Centeno -  SC Tomar -??[15]
- Carlos Oliveira -  AJ de Viana -??
- Bautista Acevedo -  HC Quévert - Empréstimo(jun.2024)

Em final de contrato(2024):
- Paulo Freitas (Treinador e Equipa Técnica) - jun. 2024

## Plantel B(Sub-23) de 2022-23[16]
| Guarda-Redes | Guarda-Redes   | Defesas/Médios | Defesas/Médios  | Avançados | Avançados      | Equipa Técnica    | Equipa Técnica |
| Nº           | Jogador        | Nº             | Jogador         | Nº        | Jogador        | Nome              | Pos.           |
| ------------ | -------------- | -------------- | --------------- | --------- | -------------- | ----------------- | -------------- |
| -            | Tomás Monteiro | -              | Diogo Fernandes | -         | Jaime Leite    | Ricardo Geitoeira | TR             |
| -            | Tiago Miranda  | -              | Miguel Martins  | -         | Tiago Pinheiro |                   |                |
| -            | Luís Belchior  | -              | Rúben Costa     | -         | Russo          |                   |                |
| -            | Nuno Silva     | -              | Tomás Silva     |           |                |                   |                |
|              |                | -              | Hugo Fonte      |           |                |                   |                |
| -            | Tiago Belchior |                |                 |           |                |                   |                |
| -            | Gonçalo Silva  |                |                 |           |                |                   |                |

## Plantel Masculino de 2023-24(Equipa B/ Sub-23)
Atualizado a 29 de maio de 2023
| Guarda-Redes | Guarda-Redes | Defesas/Médios | Defesas/Médios | Avançados | Avançados | Equipa Técnica | Equipa Técnica |
| Nº           | Jogador      | Nº             | Jogador        | Nº        | Jogador   | Nome           | Pos.           |
| ------------ | ------------ | -------------- | -------------- | --------- | --------- | -------------- | -------------- |
|              |              |                |                |           |           |                |                |

Renovações 2023-24:
Contratações 2023-24:
Saídas 2023-24:

## Infraestruturas

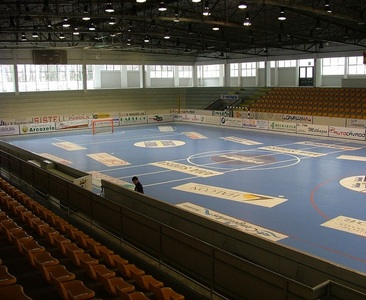
Pavilhão Municipal de Barcelos

Atualizado a 29 de maio de 2023

### Pavilhão Municipal de Barcelos[17]
O Pavilhão Municipal de Barcelos é um pavilhão gimnodesportivo em Barcelos e tem capacidade para 2000 pessoas. 
Foi inaugurado em 1972, durante o Estado Novo, é a atual casa do Óquei Clube de Barcelos, clube mais representativo da cidade na modalidade. O pavilhão é propriedade da Câmara Municipal de Barcelos. É considerado por muitos amantes do Hóquei em Patins como "A Catedral" na modalidade. Atualmente é usado pelas equipas seniores e pela formação do clube para treinos e jogos oficiais, mas também pode ser usado como Multiusos para concertos, festas e outro tipo de atividades. O recinto conta com 4 bancadas.
O Pavilhão pode ainda albergar outras variadas modalidades desportivas como o Hóquei em Patins, o Futsal, Ténis, Karaté, Ninjútsu e o Judo.
Em fevereiro de 2023, o Pavilhão sofreu uma enorme alteração, resultado da nova colocação de cadeiras que reduziu de forma drástica a capacidade do Pavilhão em número de espetadores. Atualmente a capacidade máxima do recinto corresponde a cerca de 2000 lugares sentados. A nova cor das cadeiras corresponde à cor que representa o OC Barcelos, em detrimento das antigas cores afetas à cidade de Barcelos, o vermelho e o amarelo respetivamente.

## Histórico do Hóquei em Patins
Atualizado a 7 de junho de 2023

### Títulos
| Internacionais | Internacionais               | Internacionais | Internacionais                     |
| Competição     | Competição                   | Títulos        | Época/s                            |
| -------------- | ---------------------------- | -------------- | ---------------------------------- |
|                | Taça Intercontinental        | 1              | 1992                               |
| Europeias      |                              |                |                                    |
| Competição     | Competição                   | Títulos        | Época/s                            |
|                | Liga dos Campeões            | 2              | 1990-91, 2024-25                   |
|                | Taça WSE                     | 3              | 1994-95, 2015-16, 2016-17          |
|                | Taça Continental             | 1              | 1991                               |
|                | Taça das TaçasExtinta        | 1              | 1992-93                            |
| Nacionais      |                              |                |                                    |
| Competição     | Competição                   | Títulos        | Época/s                            |
|                | CN I Divisão                 | 3              | 1992-93, 1995-96, 2000-01          |
|                | Taça de Portugal             | 4              | 1991-92, 1992-93, 2002-03, 2003-04 |
|                | Supertaça António Livramento | 4              | 1993, 1999, 2003, 2004, 2024       |
|                | Elite Cup                    | 1              | 2021                               |
| Total          | Total                        | 19             | 19                                 |

### Presenças
| Internacionais | Internacionais               | Internacionais | Internacionais   |
| Competição     | Competição                   | Presenças      | Melhor resultado |
| -------------- | ---------------------------- | -------------- | ---------------- |
|                | Taça Intercontinental        | 2              | Vencedor         |
| Europeias      |                              |                |                  |
| Competição     | Competição                   | Presenças      | Melhor resultado |
|                | Liga dos Campeões            | 17             | Vencedor         |
|                | Taça WSE                     | 9              | Vencedor         |
|                | Taça Continental             | 5              | Vencedor         |
|                | Taça das TaçasExtinta        | 1              | Vencedor         |
| Nacionais      |                              |                |                  |
| Competição     | Competição                   | Presenças      | Melhor resultado |
|                | I Divisão                    | 27             | Campeão          |
|                | Taça de Portugal             | 28             | Vencedor         |
|                | Supertaça António Livramento | 7              | Vencedor         |
|                | Elite Cup                    | 2              | Vencedor         |
|                | Taça 1947                    | 1              | QF               |

| Estatísticas por competição | Estatísticas por competição  | Estatísticas por competição | Estatísticas por competição | Estatísticas por competição | Estatísticas por competição | Estatísticas por competição | Estatísticas por competição | Estatísticas por competição | Estatísticas por competição |
| Competição                  | Competição                   | Temporadas                  | Partidas                    | Vitórias                    | Empates                     | Derrotas                    | Golos marcados              | Golos sofridos              | Última temporada            |
| --------------------------- | ---------------------------- | --------------------------- | --------------------------- | --------------------------- | --------------------------- | --------------------------- | --------------------------- | --------------------------- | --------------------------- |
|                             | I Divisão                    | 27                          | 662                         | 367                         | 86                          | 209                         | 2755                        | 2137                        | 2022-23                     |
|                             | Taça de Portugal             | 28                          | 54                          | 32                          | 3                           | 19                          | 273                         | 181                         | 2022-23                     |
|                             | Supertaça António Livramento | 7                           | 13                          | 5                           | 3                           | 5                           | 44                          | 50                          | 2004                        |
|                             | Elite Cup                    | 2                           | 6                           | 4                           | 1                           | 1                           | 29                          | 21                          | 2022-23                     |
|                             | Taça 1947                    | 1                           | 1                           | 0                           | 0                           | 1                           | 2                           | 3                           | 2020-21                     |
|                             | Liga dos Campeões            | 17                          | 107                         | 55                          | 14                          | 38                          | 509                         | 349                         | 2022-23                     |
|                             | Taça WSE                     | 9                           | 46                          | 30                          | 7                           | 9                           | 244                         | 128                         | 2019-20                     |
|                             | Taça Continental             | 5                           | 8                           | 3                           | 1                           | 4                           | 31                          | 35                          | 2018-19                     |
|                             | Taça das TaçasExtinta        | 1                           | 2                           | 2                           | 0                           | 0                           | 14                          | 3                           | 1992-93                     |
|                             | Taça Intercontinental        | 2                           | 2                           | 2                           | 0                           | 0                           | 9                           | 4                           | 1993                        |

Negrito - participação mais recente

### Classificações por época da Equipa A (2004-Atual)
| Época   | Nível | Competições | Competições        | Competições      | Competições            | Competições       | Competições     | Competições      |
| Época   | Nível | Divisão     | Posição            | Taça de Portugal | Elite Cup              | Liga dos Campeões | Taça WSE        | Taça Continental |
| ------- | ----- | ----------- | ------------------ | ---------------- | ---------------------- | ----------------- | --------------- | ---------------- |
| 2005-06 | 1     | I Divisão   | 3º(FR) 3º (FF - A) | 1/16             | Competição Não Existia | Não qualificado   | Não qualificado | Não qualificado  |
| 2006-07 | 1     | I Divisão   | 3º (FR) 4º (PO)    | 1/16             | Competição Não Existia | FG                | Não qualificado | Não qualificado  |
| 2007-08 | 1     | I Divisão   | 5º (FR) OF (PO)    | MF               | Competição Não Existia | FG                | Não qualificado | Não qualificado  |
| 2008-09 | 1     | I Divisão   | 8º (FR) OF (PO)    | MF               | Competição Não Existia | FG                | Não qualificado | Não qualificado  |
| 2009-10 | 1     | I Divisão   | 10º                | OF               | Competição Não Existia | Não qualificado   | Não qualificado | Não qualificado  |
| 2010-11 | 1     | I Divisão   | 9º                 | 1/16             | Competição Não Existia | Não qualificado   | Não qualificado | Não qualificado  |
| 2011-12 | 1     | I Divisão   | 7º                 | 1/16             | Competição Não Existia | Não qualificado   | Não qualificado | Não qualificado  |
| 2012-13 | 1     | I Divisão   | 8º                 | 1/16             | Competição Não Existia | Não qualificado   | OF              | Não qualificado  |
| 2013-14 | 1     | I Divisão   | 7º                 | 1/16             | Competição Não Existia | Não qualificado   | OF              | Não qualificado  |
| 2014-15 | 1     | I Divisão   | 6º                 | MF               | Competição Não Existia | Não qualificado   | MF              | Não qualificado  |
| 2015-16 | 1     | I Divisão   | 5º                 | MF               | Competição Não Existia | Não qualificado   | Campeão         | Não qualificado  |
| 2016-17 | 1     | I Divisão   | 5º                 | QF               | Competição Amadora     | Não qualificado   | Campeão         | Finalista        |
| 2017-18 | 1     | I Divisão   | 6º                 | OF               | Competição Amadora     | Não qualificado   | Finalista       | MF               |
| 2018-19 | 1     | I Divisão   | 5º                 | OF               | Competição Amadora     | Não qualificado   | RP              | MF               |
| 2019-20 | 1     | I Divisão   | Cancelada          | Cancelada        | Competição Amadora     | Não qualificado   | Cancelada       | Não qualificado  |
| 2020-21 | 1     | I Divisão   | 3º (FR) MF (PO)    | Cancelada        | Competição Amadora     | FG                | Não qualificado | Não qualificado  |
| 2021–22 | 1     | I Divisão   | 5º (FR) MF (PO)    | MF               | Campeão                | Não Participou    | Não qualificado | Não qualificado  |
| 2022–23 | 1     | I Divisão   | 3º (FR) MF (PO)    | MF               | QF (7º)                | QF                | Não qualificado | Não qualificado  |
| 2023-24 | 1     | I Divisão   |                    |                  |                        |                   | Não qualificado | Não qualificado  |

- Entre 2005 e 2009, o campeonato era disputado entre Fase Regular (FR) e Fase Final/PlayOff (FF/PO)

- A partir da época 2018-19, a Taça CERS foi renomeada Taça World Skate Europe

- A partir de 2020-21, o campeonato voltou a ser jogado neste sistema: FR e PO
- A partir da época 2021-22, foi renomeada Taça WSE.

- A partir da época 2021-22, a Elite Cup passou a ser um torneio oficial da FPP.

- A partir da época 2022-23, a Liga Europeia foi renomeada Liga dos Campeões.[19]

- Legenda das cores na pirâmide do Hóquei em Patins português:

     1º nível (1ª Divisão) 
     2º nível (2ª Divisão) 
     3º nível (3ª Divisão) 

### Participações em Competições Internacionais
| Época   | Competição Europeia   | Eliminatória     |
| ------- | --------------------- | ---------------- |
| 2004/05 | Liga Europeia         | Fase de Grupos   |
| 2003/04 | Liga Europeia         | Meias finais     |
| 2002/03 | Liga Europeia         | 1ª Eliminatória  |
| 2001/02 | Liga Europeia         | Finalista        |
| 2000/01 | Liga Europeia         | Meias finais     |
| 1999/00 | Liga Europeia         | Fase de Grupos   |
| 1998/99 | Taça CERS             | Finalista        |
| 1997/98 | Liga Europeia         | Fase de Grupos   |
| 1996/97 | Liga Europeia         | 1ª Eliminatória  |
| 1995/96 | Taça CERS             | Quartos de final |
| 1994/95 | Taça CERS             | VENCEDOR         |
| 1993/94 | Taça dos Campeões     | Finalista        |
| 1993    | Taça Continental      | Finalista        |
| 1992/93 | Taça das Taças        | VENCEDOR         |
| 1991/92 | Taça dos Campeões     | Meias finais     |
| 1992    | Taça Intercontinental | VENCEDOR         |
| 1991    | Taça Continental      | VENCEDOR         |
| 1990/91 | Taça dos Campeões     | VENCEDOR         |
| 1989/90 | Taça CERS             | Meias finais     |
| 1988/89 | Taça CERS             | Dezasseis-avos   |

### Jogadores
| Top 10 mais jogos | Top 10 mais jogos | Top 10 mais jogos | Top 10 mais jogos |   | Top 10 melhores marcadores | Top 10 melhores marcadores | Top 10 melhores marcadores | Top 10 melhores marcadores |
| #                 | Jogador           | Épocas            | Jogos             | # | Jogador                    | Épocas                     | Golos                      |                            |
| 1                 |                   |                   |                   | 1 |                            |                            |                            |                            |
| 3                 |                   |                   |                   | 3 |                            |                            |                            |                            |
| 2                 |                   |                   |                   | 2 |                            |                            |                            |                            |
| 4                 |                   |                   |                   | 4 |                            |                            |                            |                            |
| 5                 |                   |                   |                   | 5 |                            |                            |                            |                            |
| ----------------- | ----------------- | ----------------- | ----------------- | - | -------------------------- | -------------------------- | -------------------------- | -------------------------- |

### Treinadores
| Treinadores do OCB | Treinadores do OCB          | Treinadores do OCB | Treinadores do OCB | Treinadores do OCB | Treinadores do OCB | Treinadores do OCB |
| Tempo em Funções   | Treinador                   | Títulos            | Jogos              | Vitórias           | Empates            | Derrotas           |
| ------------------ | --------------------------- | ------------------ | ------------------ | ------------------ | ------------------ | ------------------ |
| 2016-2020          | Paulo Pereira               |                    |                    |                    |                    |                    |
| 2020-2022          | Rui Neto                    |                    |                    |                    |                    |                    |
| 2022 - Atual       | Paulo Freitas (2ª Passagem) |                    |                    |                    |                    |                    |

| Mais Jogos | Mais Jogos | Mais Jogos |   | Mais Vitórias | Mais Vitórias | Mais Vitórias |
| #          | Treinador  | J          | # | Treinador     | V             |               |
| ---------- | ---------- | ---------- | - | ------------- | ------------- | ------------- |
| 1          |            |            | 1 |               |               |               |
| 2          |            |            | 2 |               |               |               |
| 3          |            |            | 3 |               |               |               |

## Histórico do Hóquei em Patins de Formação
Atualizado a 8 de junho de 2023

### Títulos nas Camadas Jovens
| Nacionais  | Nacionais        | Nacionais | Nacionais               |
| Competição | Competição       | Títulos   | Épocas                  |
| ---------- | ---------------- | --------- | ----------------------- |
|            | I Divisão Sub-19 | 3         | 1998-99 2008-09 2015-16 |
|            | I Divisão Sub-17 | 1         | 2002-03                 |
|            | I Divisão Sub-15 | 3         | 1994-95 2008-09 2011-12 |
|            | I Divisão Sub-13 | 1         | 2003-04                 |
| Total      | Total            | 8         | 8                       |

### Classificações por época

#### Equipa B(Sub-23)(2021-Atual)
| Época   | Nível | Competições | Competições |
| Época   | Nível | Divisão     | Posição     |
| ------- | ----- | ----------- | ----------- |
| 2021-22 | 3     | III Divisão | 6º (I Fase) |
| 2022-23 | 3     | III Divisão | 6º (I Fase) |
| 2023-24 | 3     | III Divisão |             |

- Legenda das cores na pirâmide do Hóquei em Patins português

     1º nível (1ª Divisão) 
     2º nível (2ª Divisão) 
     3º nível (3ª Divisão)

#### Sub-19 (2021-Atual)
| Época   | Nível | Competições        | Competições             | Competições     |
| Época   | Nível | Divisão            | Posição                 | Ap. Campeão     |
| ------- | ----- | ------------------ | ----------------------- | --------------- |
| 2021-22 | 1     | Nacional I Divisão | 6º (II Fase Zona Norte) | Não qualificado |
| 2022-23 | 1     | Nacional I Divisão | 4º (II Fase Zona Norte) | Finalista       |
| 2023-24 | 1     | Nacional I Divisão |                         |                 |

- Legenda das cores na pirâmide do Hóquei em Patins português Sub-19

     1º nível (1ª Divisão) 

#### Sub-17
| Época | Nível | Competições | Competições | Competições |
| Época | Nível | Divisão     | Posição     | Ap. Campeão |
| ----- | ----- | ----------- | ----------- | ----------- |

#### Sub-15
| Época | Nível | Competições | Competições | Competições |
| Época | Nível | Divisão     | Posição     | Ap. Campeão |
| ----- | ----- | ----------- | ----------- | ----------- |

#### Sub-13
| Época | Nível | Competições | Competições | Competições |
| Época | Nível | Divisão     | Posição     | Ap. Campeão |
| ----- | ----- | ----------- | ----------- | ----------- |

## Equipamentos
Atualizado a 3 de setembro de 2022

### Materiais e patrocinadores
| Período      | Materiais e Patrocinadores | Materiais e Patrocinadores |
| Período      | Marca do Equipamento       | Patrocínio Principal       |
| 2016-18      | Lacatoni                   | Mundiperfil                |
| 2018-20      | Lusosport                  | Mundiperfil                |
| 2020-22      | Hummel                     | Quinta S. Miguel do Seixo  |
| 2022-23      | Hummel                     | Barcelos (Município)       |
| 2023 - Atual | Kelme                      |                            |
| ------------ | -------------------------- | -------------------------- |

## Modalidades e Formações
Atualizado a 8 de junho de 2023
| Modalidades      | Modalidades          |
| ---------------- | -------------------- |
| Hóquei em Patins |                      |
| Formações        |                      |
| Hóquei Patins B  | Hóquei Patins Sub-19 |

## Presidentes
Atualizado a 7 de junho de 2023
| # | Período      | Presidente              | Feitos e Marcos                                                        |
| - | ------------ | ----------------------- | ---------------------------------------------------------------------- |
| 1 | 2010 - 2012  | José Duarte             |                                                                        |
| 2 | 2012 - 2019  | Francisco Dias da Silva |                                                                        |
| 3 | 2019 - 2020  | José Manuel Campos      |                                                                        |
| 4 | 2020 - 2023  | Paulo Mendanha          | Criação da Equipa B (Sub-23) (2021-22) Conquista da Elite Cup - (2021) |
| 5 | 2023 - Atual | Hugo Ricardo            |                                                                        |